# Gustaaf Sorel
Gustaaf Sorel (Oostende, 17 januari 1905 – aldaar, 14 mei 1981) was een Vlaamse kunstschilder en tekenaar.
Sorel gaf zijn volkse omgeving weer met de losse en soepele lijn van zijn eigen gesynthetiseerde schilderstijl. Hij onderging zowel figuratieve invloeden, als, later, expressionistische, kubistische of constructivistische stimulansen, maar bleef toch halsstarrig zichzelf. Zijn stads- en straatgezichten met de grauwe gevels stralen de verstikkende troosteloosheid uit van de verlaten straten en de lege steegjes van de stad en haar inwoners. Hij had een obsessie voor een geheimzinnige, drukkende stilte, maar zelfs in die donkere doeken is er geen benauwende sfeer. Meestal straalt er ergens een zacht licht vanuit een raam, deur of poort - een lichtspeling waardoor de sfeer nog intenser wordt en die aanleiding geeft tot allerlei contrasten.

## Jeugd
Hij was de jongste telg uit een gezin met drie kinderen. Zijn ouders, Henri Sorel en Maria Blomme, scheidden drie jaar na zijn geboorte. Hij groeide op in de volkse buurten van het Visserskwartier van Oostende, waar zijn moeder een linnenwinkel met stikatelier had in de St-Paulusstraat. Hij heeft zijn volkse afkomst nooit verloochend: steeds opnieuw heeft hij deze buurten uit zijn geboortestad weergegeven en vereeuwigd in zijn vele stadsgezichten op canvas.
Op de lagere school had hij enkele elementaire tekenlessen gekregen. Meer zat er in die tijd niet in, want in 1914, bij het uitbreken van de Eerste Wereldoorlog, vluchtte het gezin naar Londen. De Sorels leidden er een armoedig bestaan en moesten regelmatig verhuizen.
In 1919 keerde het gezin terug naar Oostende. Sorels moeder heropende haar winkel, die geplunderd was. Gustaaf Sorel ging naar school in het Koninklijk Atheneum 1 Centrum Oostende van Oostende, in feite "l'Athénée Royal", want de lessen werden er in het Frans gegeven. Hoewel hij op school les kreeg van de klassiek geschoolde kunstenaar Auguste Distave (1887-1947), was Sorel in grote mate een autodidact. Op school en in de turnkring “Van Neste Genootschap” leerde hij de latere letterkundige Karel Jonckheere kennen. Dit groeide uit tot een vriendschap die jaren zou duren.

## Debuut

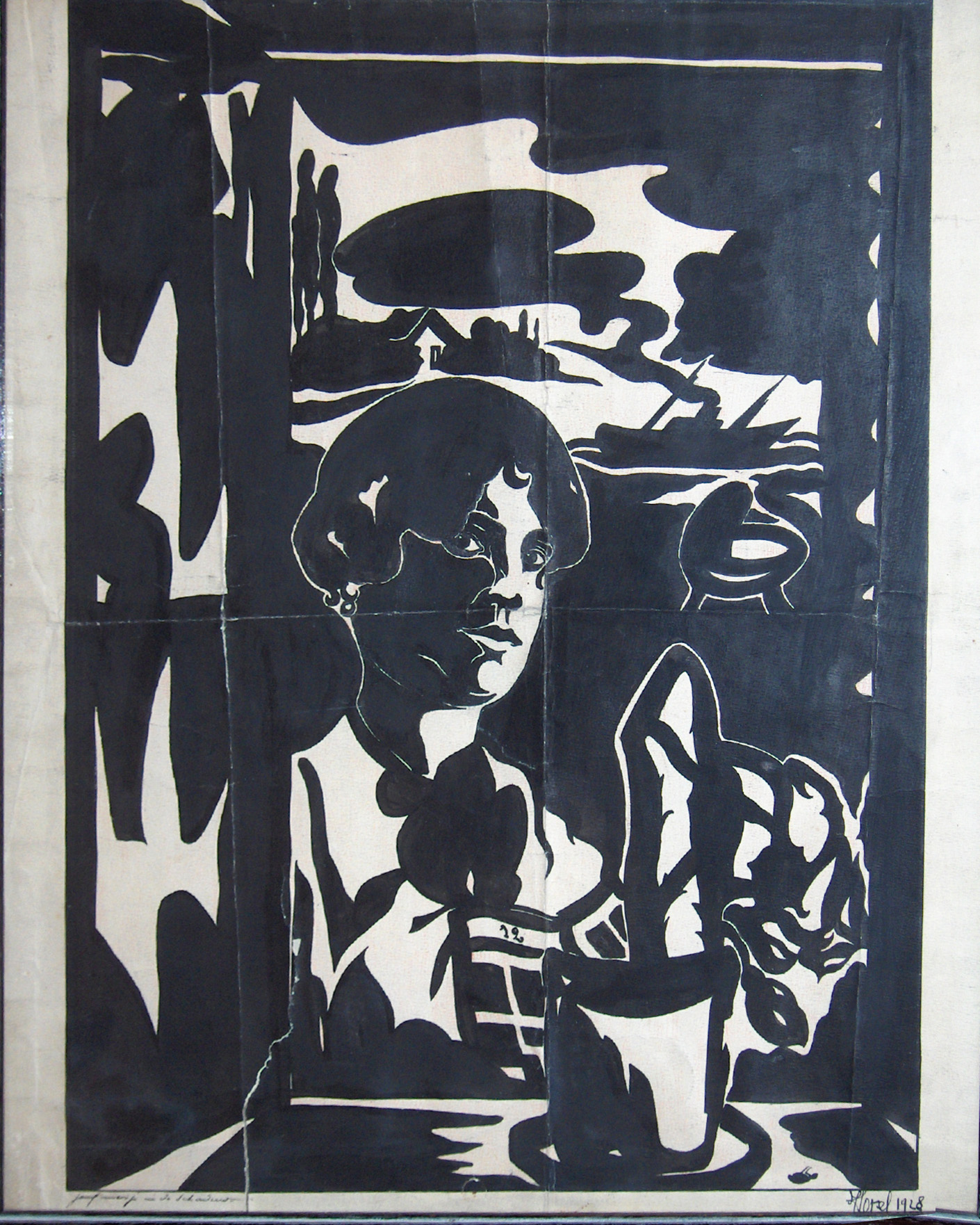
Jong meisje in de schaduw, 1928

Tijdens zijn legerdienst in Antwerpen in 1925 volgde Sorel een schriftelijke opleiding tot boekhouder. Hij oefende dit beroep tegen zijn zin uit, want hij had zijn zinnen gezet op een loopbaan als kunstenaar. Om wat bij te verdienen deed hij seizoenswerk als bediende in het Casino Kursaal van Oostende.
Zijn eerste werken dateren van rond die periode. Het zijn linosnedes en zwart-wittekeningen, sterk geïnspireerd door de vernieuwende grafische stijl en de sobere vormgeving van Frans Masereel en Joris Minne, maar ook de kleurrijke schilderijen van Masereel moeten een grote invloed uitgeoefend hebben. Uit enkele werken blijkt bovendien ook een zekere stilistische invloed van zijn stadsgenoot Léon Spilliaert.
Een vroeg werk, Rachel (Oost-Indische inkt op papier), dateert van mei 1925. Dit is nog een klassieke figuratieve tekening, waarbij het beeld van dit model - zijn eerste liefde - gevormd wordt door korte streepjes. Hij zou hetzelfde profiel gebruiken in een andere tekening met Oost-Indische inkt op papier uit 1928: Jong meisje in de schaduw met invloed van Joris Minne. Uit die periode dateert eveneens de hallucinante tekening De lach uit 1927, waarin de invloed van Masereel duidelijk naar voren treedt.
Deze werken resulteerden in 1929 in een eerste tentoonstelling in de lokalen van het plaatselijke blad Le Carillon. Een jaar later volgde een tentoonstelling in de Cercle Littéraire d’Ostende. In de loop van de jaren dertig volgden nog meerdere tentoonstellingen, onder andere in de Galerie Studio van Oostende, geleid door Blanche Hertoge in de Adolf Buylstraat, waar hij een groepstentoonstelling gaf met onder anderen James Ensor, die daar permanent tentoonstelde. Ensor prees dit nieuwe talent met de woorden:
"Gustaaf Sorel, c’est le diamant noir de la peinture contemporaine"

(Gustaaf Sorel is de zwarte diamant van de hedendaagse schilderkunst)
Hiermee doelde James Ensor op het zwart-witcontrast en het licht dat tezelfdertijd uitstraalde van de werken van Sorel. Ook de kunstcritici gaven hem toen positieve kritieken, onder wie Karel Jonckheere met "Hij heeft recht op onze bewondering en die hem kennen, kunnen hem slechts waarderen".

## Academie

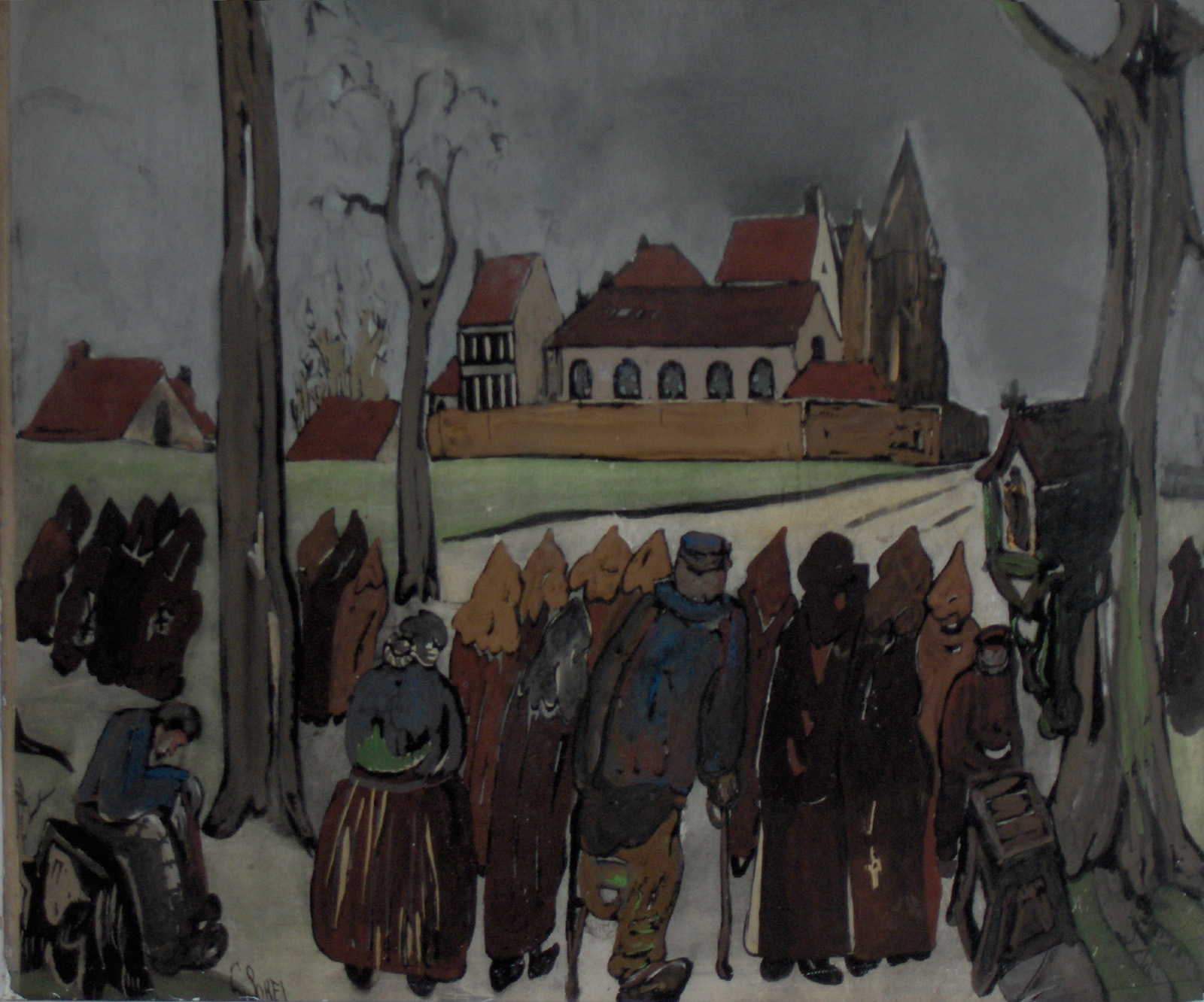
Op weg naar de kerk, ca. 1935

Er bestond in Oostende een Academie voor Schone Kunsten, gesticht in de tijd van het Verenigd Koninkrijk der Nederlanden, maar in die school legde men eerder de nadruk op de technische kant dan op de artistieke inbreng. Gustaaf Sorel besloot daarom in 1934 om samen met de Roeselaarse kunstschilder en Romeprijswinnaar Alfons Blomme (1889-1979) - die aangesteld werd als directeur - en enkele andere lokale kunstenaars Antoine Schryrgens, Daan Thulliez, Dora Rommelaere, Jef Verbrugge en Michel Poppe, een nieuwe Academie in Oostende op te richten.
Op het einde van de jaren dertig begon Sorel ook in kleur te schilderen: gouache op papier. Hij werkte meestal tot diep in de nacht in een verduisterde kelderkeuken, bij het licht van een zwak elektrisch peertje.
Uit die tijd stammen de volgende werken:
- Op weg naar de kerk (ca. 1935), een sombere gouache op papier, een groep mensen in elkaar gehurkt van de kou, op weg naar de kerk onder een loodgrijze hemel. Hij geeft dit weer in sombere kleuren, bijna een zwart-wittekening.
- Panoramisch landschap is een gouache op papier in sombere kleuren.
- De doop (dorpsgezicht), een andere gouache op papier uit 1937; dit is reeds kleurrijker maar blijft toch ook een sombere indruk geven.
- Processie met dragers van een miniatuurkapelletje (1937) - gouache op papier.
- Het Panoramisch gezicht met volksverhuizers (1938) is een tekening met Oost-Indische inkt in de strakke lijn van Frans Masereel.
- Zeedijk (1939) is een tekening met strakke lijnen (Oost-Indische inkt op papier) (met invloed van Léon Spilliaert)

In 1937 ontvangt hij de "Prijs van het Oostendse Kursaal" ter gelegenheid van een tentoonstelling.

## Tweede Wereldoorlog

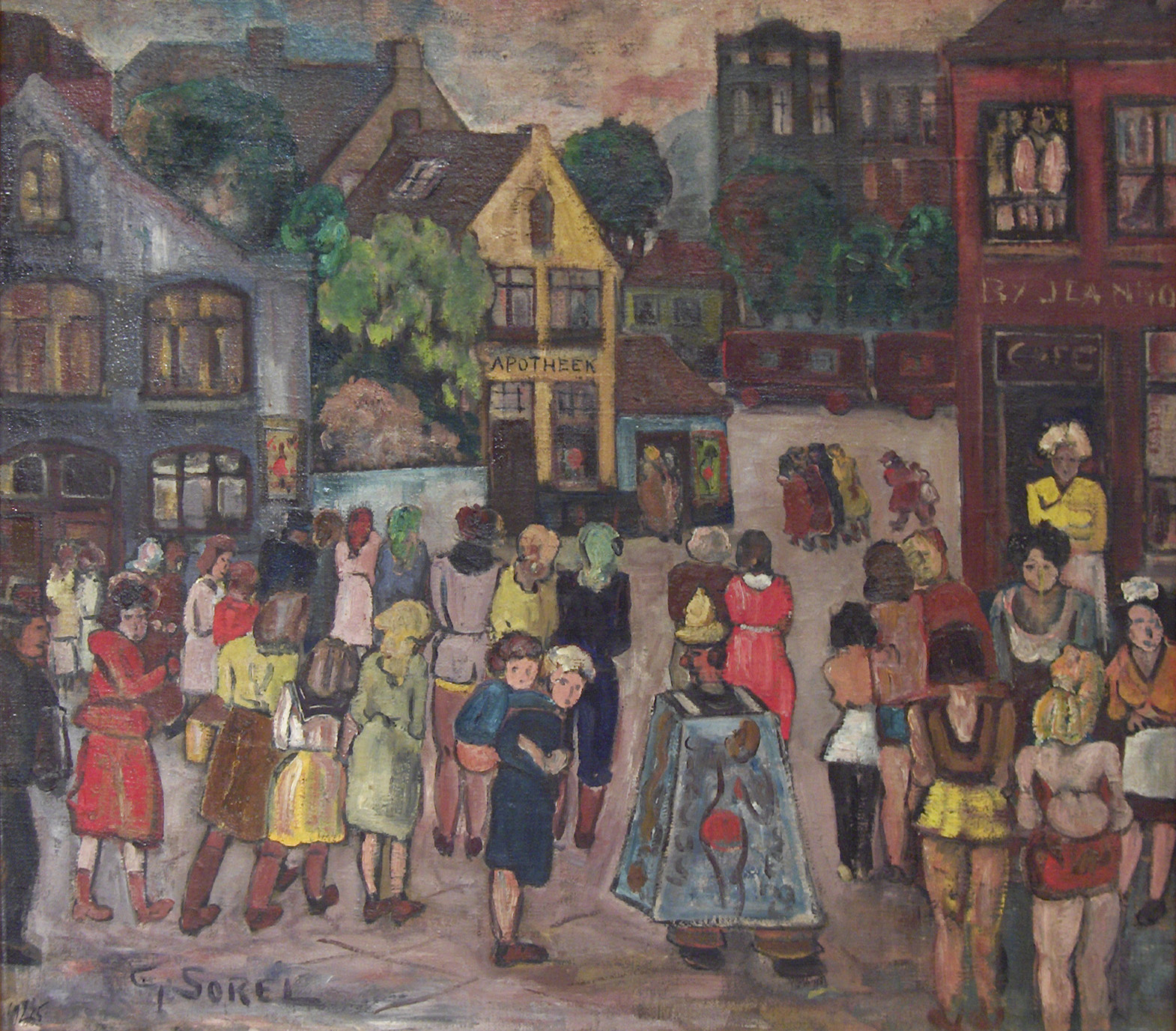
Op weg naar de kermis, 1945

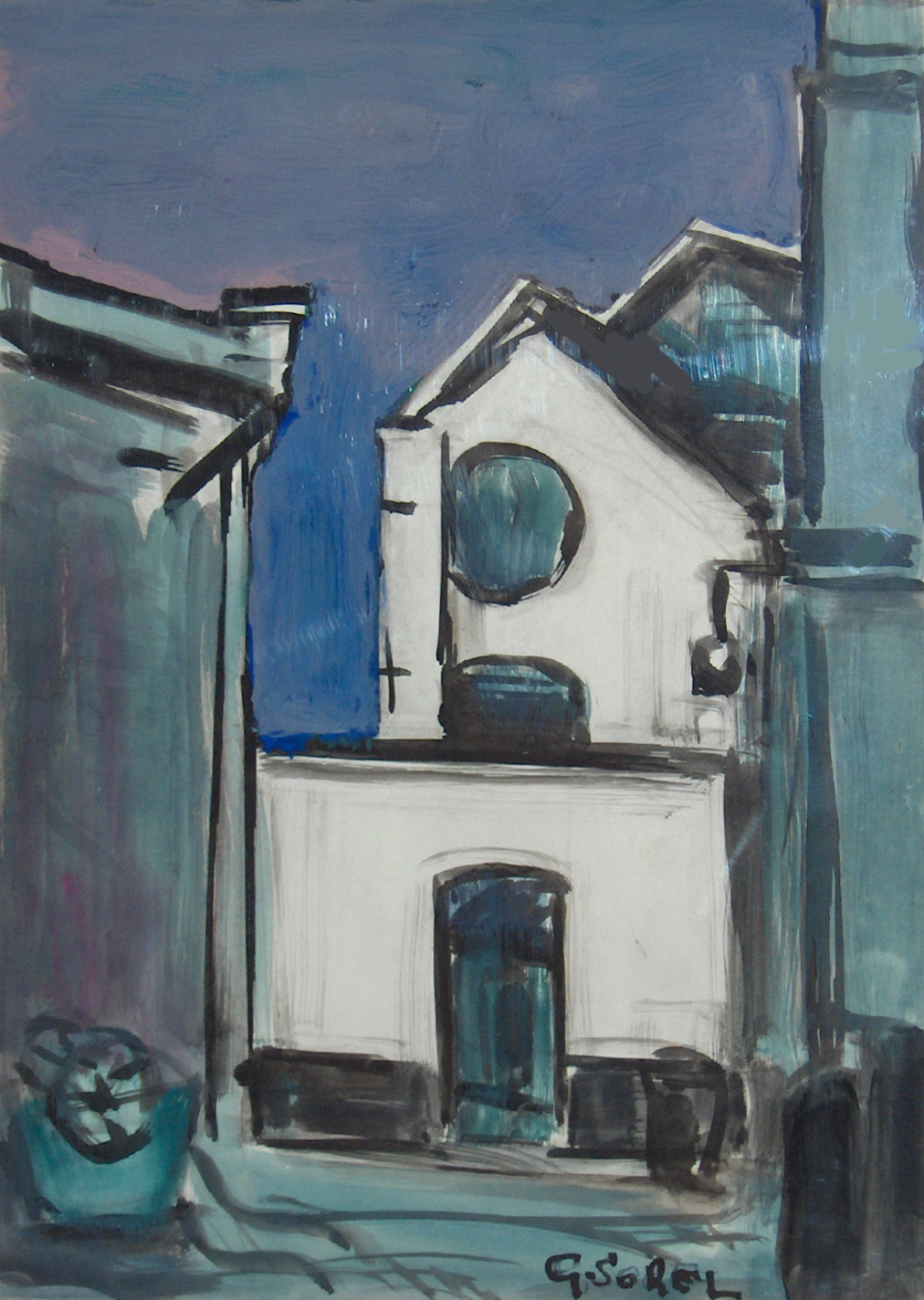
Slachthuis, ca. 1950

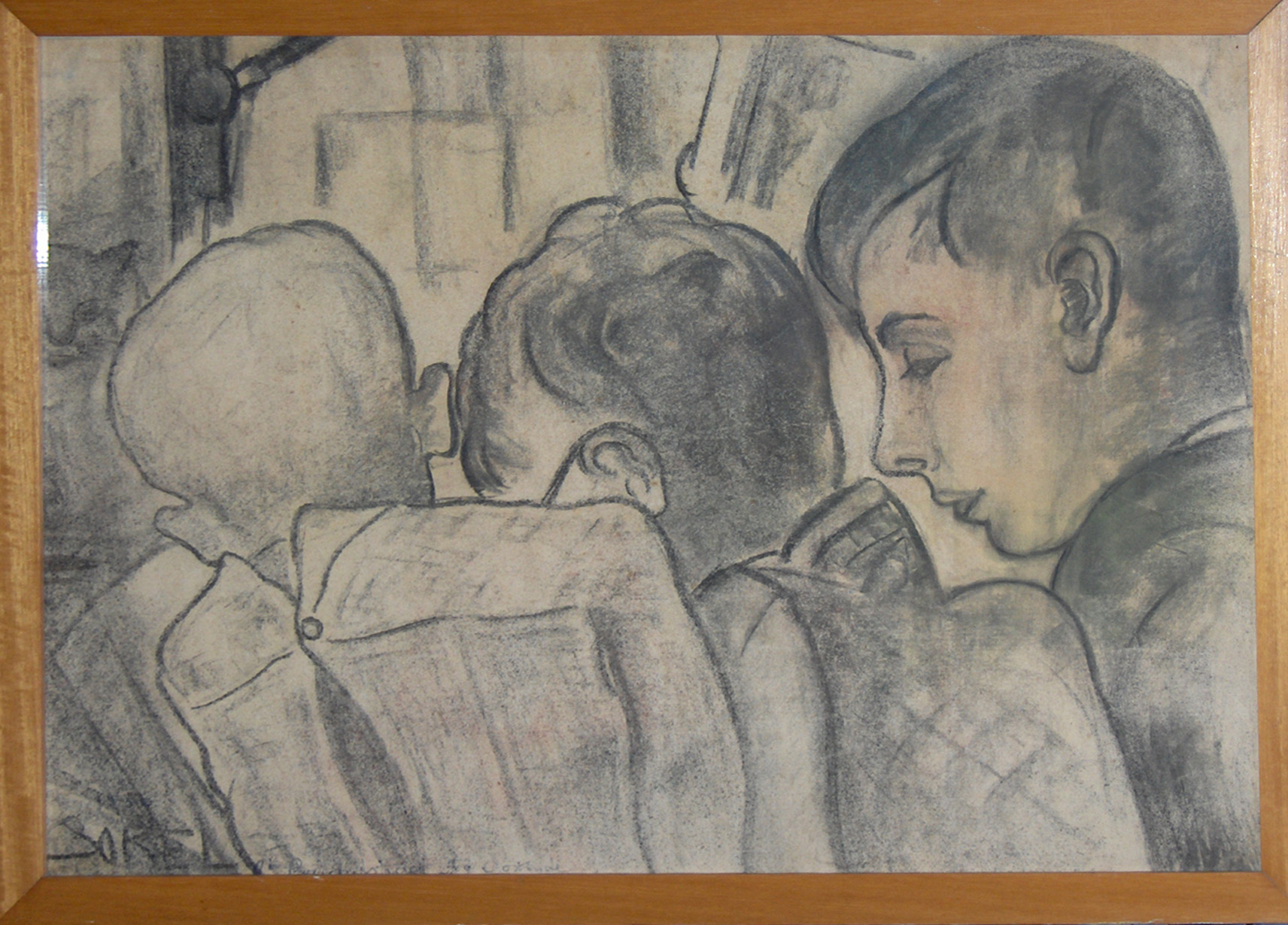
De drie zoons, 1948

In januari 1940 werd Gustaaf Sorel als wachtmeester opnieuw onder de wapenen geroepen. Na de capitulatie van het Belgische leger op 28 mei 1940 werd hij geïnterneerd als krijgsgevangene in een Oostendse kazerne. Zoals zoveel Vlaamse dienstplichtigen werd hij na enkele maanden vrijgelaten. Hij vond werk als stadsbediende bij de Commissie voor Openbare Onderstand (het huidige OCMW) en werd gedelegeerd bij Winterhulp voor hulp aan kinderen en behoeftigen. Uit die periode dateren grote tekeningen met portretten van het personeel van deze diensten. Ook in deze oorlogstijd bleef hij doorgaan met tekenen en schilderen. Hij deed dit vanuit de kelder van zijn ouderlijke woning, waarin hij een schuilplaats tegen bommen had gebouwd. In 1944 werden de inwoners van het centrum van Oostende op Duits bevel verplicht geëvacueerd. Het gezin Sorel vond onderdak bij de grootouders langs moederszijde in Wezembeek-Oppem, nabij Brussel. Van daaruit verhuisden ze later naar Elsene, waar ze ternauwernood aan de Gestapo ontsnapten. Kort na de bevrijding exposeerde Sorel in de Galerie des Petits carmes in Brussel. Hij bracht er zijn schilderijen naartoe met een kinderwagen. Einde 1944 keerde het gezin terug naar Oostende.
Stilaan kwam er meer kleur in zijn werk. Hij gebruikte waterverf en zelfgemaakte tempera. Maar het coloriet en de sfeer bleven somber. Rond 1945 begon hij voor het eerst met olieverf op doek te schilderen.
Sorel schilderde de volksmens, samengetroept in de straat, luisterend naar een volksmenner, kijkend naar een kermistent of een circus, of gelaten meelopend in een processie of achter een huifkar. De uitgebeelde figuren staan meestal met hun rug naar de toeschouwer. Slechts enkele figuren kijken de toeschouwer verveeld aan met weinig expressieve gezichten. Hij schilderde ook enkele marines en werken met donkere landschappen. Van nu af aan gingen ook huisgevels en hun ramen een rol spelen in zijn werk. De stad werd een centraal thema. Sorels echtgenote was naaister en had dus modebladen in huis en er verschenen modieus geklede vrouwen op zijn schilderijen.
- Volkstoeloop (1942) – een gouache op papier.
- Publiciteitscaravaan van een circus (1942) – gouache op papier.
- Bosweg (1944) – gouache op papier.
- Op weg naar de kermis (1945) – een kleurrijke olieverf op doek.
- Kapelletje van Bredene (1945) – Oost-Indische inkt op papier.

## Slachthuis
Gustaaf Sorel kreeg in 1946 een baan als bediende bij het stedelijk slachthuis van Oostende. Hij zou daar blijven werken tot hij rond 1967 om gezondheidsredenen met pensioen moest gaan.
Het thema rond het slachthuis leidde in de loop der jaren tot verschillende tekeningen in Oost-Indische inkt en tot de schilderijen Slachthuis in witte, blauwe en grijze kleuren en Bureau in het Slachthuis, een afbeelding van zijn kantoor in het slachthuis.

## Academie
In die naoorlogse periode richtte hij in 1946 de academie opnieuw op. Eerst was het een vrije academie, later werd het de stedelijke kunstacademie. Sorel werd in 1948 tot directeur benoemd tot hij in 1977 – op 72-jarige leeftijd – werd opgevolgd door de Oostendse kunstschilder Willy Bosschem. In het begin telde de academie enkele bekende namen in het lerarenkorps, zoals Maurice Boel (1913-1998), Raoul Servais, Jef de Brock en de beeldhouwer Pieter-Bernard Vanhumbeeck.
De kunstacademie betekende voor verschillende kunstenaars het begin van hun loopbaan: onder anderen Etienne Elias (1936), Daniël Declercq, Redgy van Troost, Jacki Tavernier, zijn zoon André Sorel die ook kunstschilder werd met werken in collecties en musea, Hubert Minnebo, Roland Devolder, Francine van Mieghem, die later zou trouwen met George Grard, Julien Hermans, Mia Moreaux, Denise Verstappen (1933-2002) en de broers Pierre Remaut en Roger Remaut.
In die tijd maakte Sorel de volgende werken:
- De drie Zoons (1948) – houtskool op papier
- Het circus (1949) – olieverf op paneel
- Zeewijding (1949) – Oost-Indische inkt op papier
- Winkelpand in de stad (1950) – Oost-Indische inkt op papier
- Duivelsmeisjes en Twee figuren: Travesties uit de Lapin Agile (ca. 1950) – gouache op papier
- Torengebouw (1953)

## Doorbraak

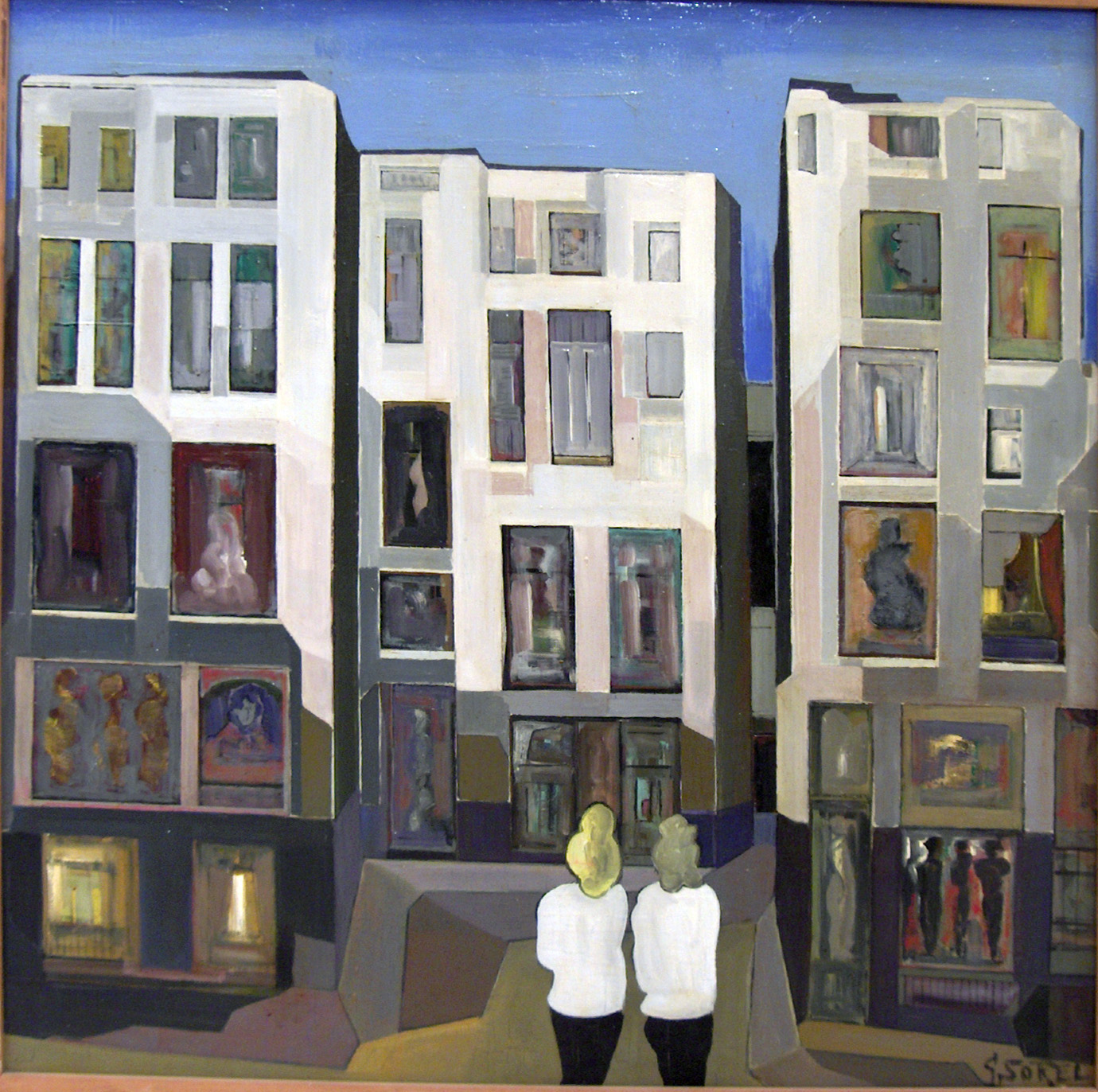
De Tweeling, 1960

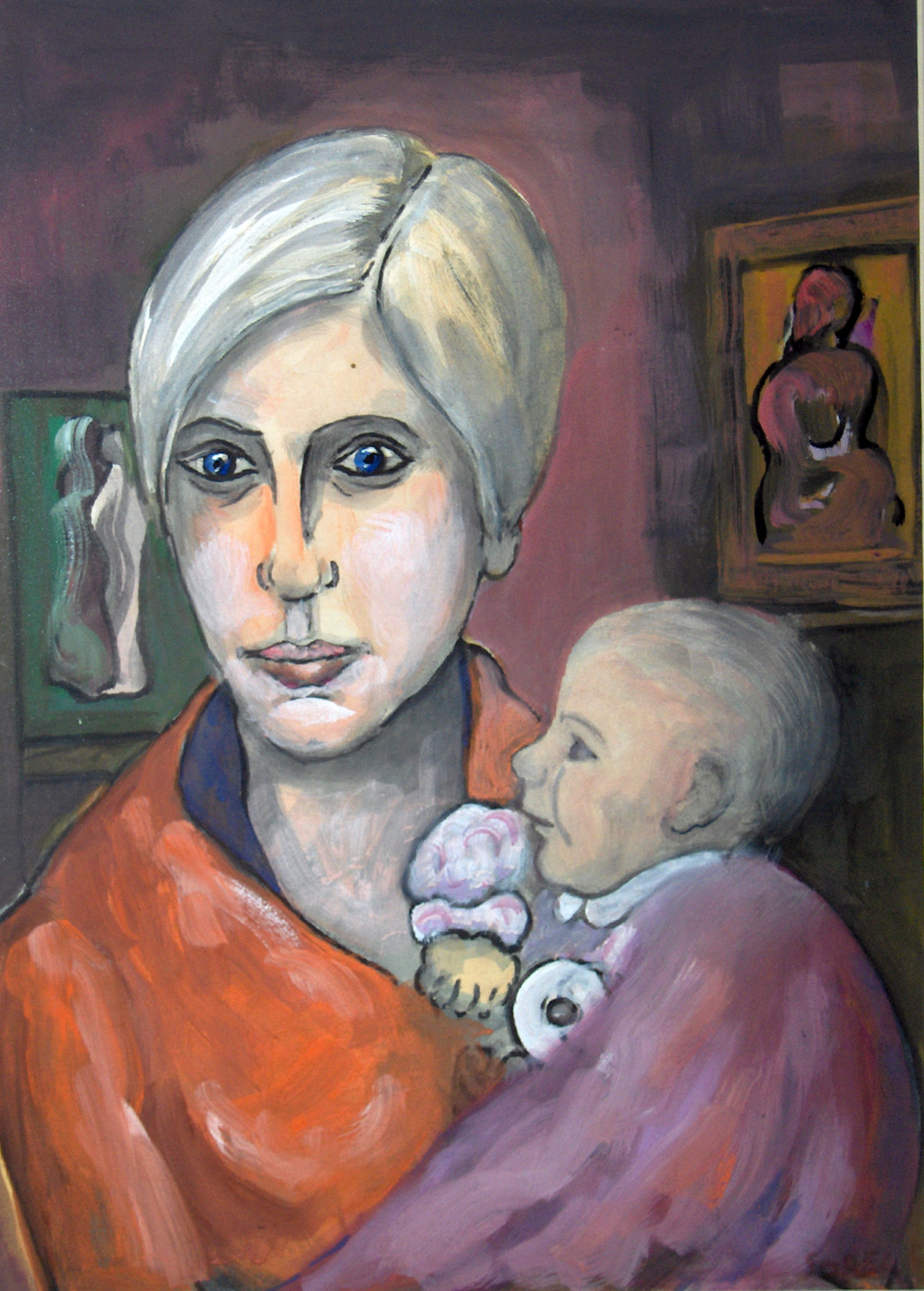
Moeder en Kind, Sorels echtgenote Denise en zoon William, ca. 1970

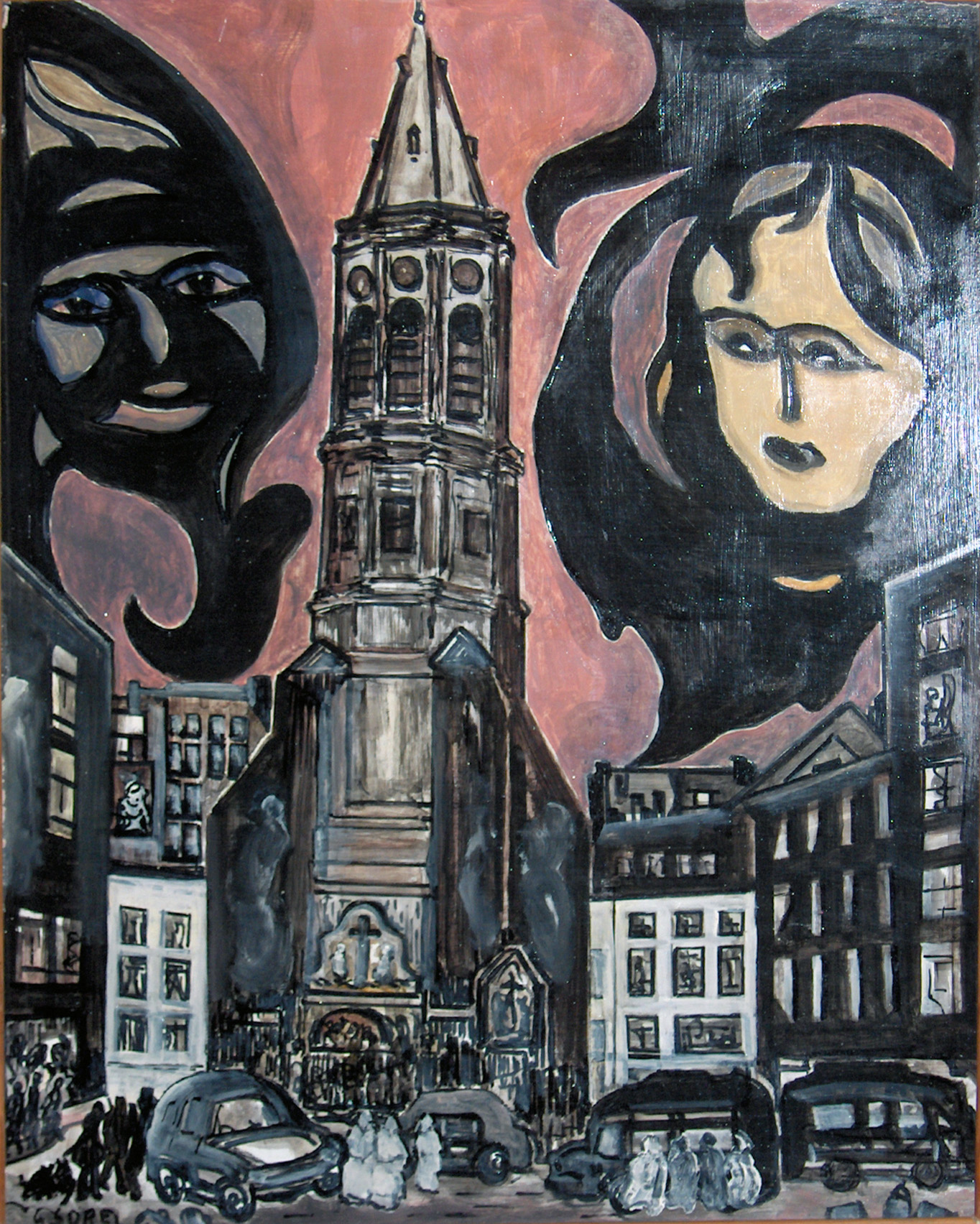
De Duivel en de Fee met de Peperbusse, 1976

Gustaaf Sorel maakte almaar meer naam. Hij had van dan af aan bijna jaarlijkse tentoonstellingen, meestal in Oostende zoals in Galerie Studio (Oostende), maar ook in Brussel, Kortrijk en ten slotte ook in het buitenland, zoals in Parijs (1954) (waar hij erkenning kreeg met "Prix Thorlet, de l'Académie Française" en "Médaille d'Argent de la ville de Paris"), Valencia, Bordeaux, Brive, Düsseldorf (1962), New York en Philadelphia.
Tijdens de storm van 1 februari 1953 overstroomde zijn huis en atelier. Zelf kon hij ternauwernood ontsnappen uit zijn kelder maar tientallen schilderijen werden vernietigd door het zeewater.
Vanaf 1953 evolueerde zijn stijl verder. Het uitbeelden van dreigende, sombere gevels kwam nog meer tot uiting, het werd als een obsessie. Sorel gebruikte dikke, zwarte verticale lijnen en soms een contrastrijk palet. Samen met kubistische vervormingen en een strak verticalisme gaf dit een nog grotere dramatische uitstraling aan zijn straten en gevels, en alles wat erin of erachter afspeelt.
Ook andere kunstenaars hebben dit thema van gevels en vensters aangesneden, onder anderen de Franse dichter Charles Baudelaire in zijn stukje "Fenêtres" (in "Petits poèmes en prose") en de Belgische zanger Jacques Brel in zijn lied "Les Fenêtres".
In 1960 werden een aantal schilderijen tentoongesteld in New York en Philadelphia.
In de jaren zestig begon hij te sukkelen met zijn gezondheid en werd hij enkele malen geopereerd, maar hij bleef onverdroten schilderen:
- Stadsgezicht (1956) – olieverf op paneel
- België (straatgezicht) (1957) – olieverf op doek
- Straat met eenzame wandelaar (1959)
- De Tweeling (1960) – olieverf op paneel
- Visserskaai (1963) - olieverf op paneel
- Het Witte Huis (1964) – olieverf op paneel
- Zicht op de Zeedijk met Straatlantaarn (1965) – olieverf op paneel
- Hangar I (1965-1966) – olieverf op doek
- Een Spieke (1970) – Oost-Indische inkt op papier
- Moeder en kind (1970) - gouache op papier (afbeelding van de echtgenote en de zoon van Willy Sorel).
- De Duivel en de Fee - illustraties bij de verhalenbundel “Als d’Oude Peperbusse vertelt…” door John Gheeraert (1976)[9]
- De Verloren Hoek (1977)

Sorel was gedurig bezig met tekenen of schilderen. Zo is er een hele reeks met koppen bekend uit de jaren 70, getekend in een voorbeeldenboek van behangpapier.
Uiteindelijk kreeg Sorel enkele belangrijke retrospectieven. Hij werd in 1970 gehuldigd in zijn geboortestad (in het Museum voor Schone Kunsten Oostende) en in 1975 (in het Kursaal) In 1978 verscheen er een kunstboek, samengesteld door zijn zoon Louis Sorel, met bijdragen van bekende auteurs zoals zijn vriend Karel Jonckheere.
Hij werd ook vereerd met enkele onderscheidingen:
- Prijs van het Oostends Kursaal (1937)
- Prix Thorlet de l’Académie Française (1954)
- Zilveren medaille van de Stad Parijs (1954)

## Overlijden
In 1977 nam Sorel afscheid als directeur van zijn door hem geliefde academie. Zijn gezondheid ging hierna snel achteruit en hij overleed te Oostende op 14 mei 1981.
De Oostendse Galerie de Peperbusse stelde zijn werk tentoon in 1980 en 1981.
In december 1982 werd ter gelegenheid van een nieuwe tentoonstelling in het Museum voor Schone Kunsten Oostende een plaket onthuld aan de gevel van zijn woonhuis.
In de periode 1976-1991 zorgde zijn oudste zoon Louis voor een permanente tentoonstelling van de werken van zijn vader in het Museum Gustaaf Sorel in de Sint-Paulusstraat 61 te Oostende, naast het huis waar de schilder oorspronkelijk gewoond had.
Een overzichtstentoonstelling volgde in de Venetiaanse Gaanderijen te Oostende (december 2005 – februari 2006). en in het Stadsmuseum, Oostende, in mei 2018.
Er hangen werken in het Kunstmuseum aan Zee, maar er bevinden zich ook nog werken in privébezit. Zijn oeuvre is eveneens vertegenwoordigd in verschillende buitenlandse collecties: te Roubaix, Parijs, Bordeaux en New York.

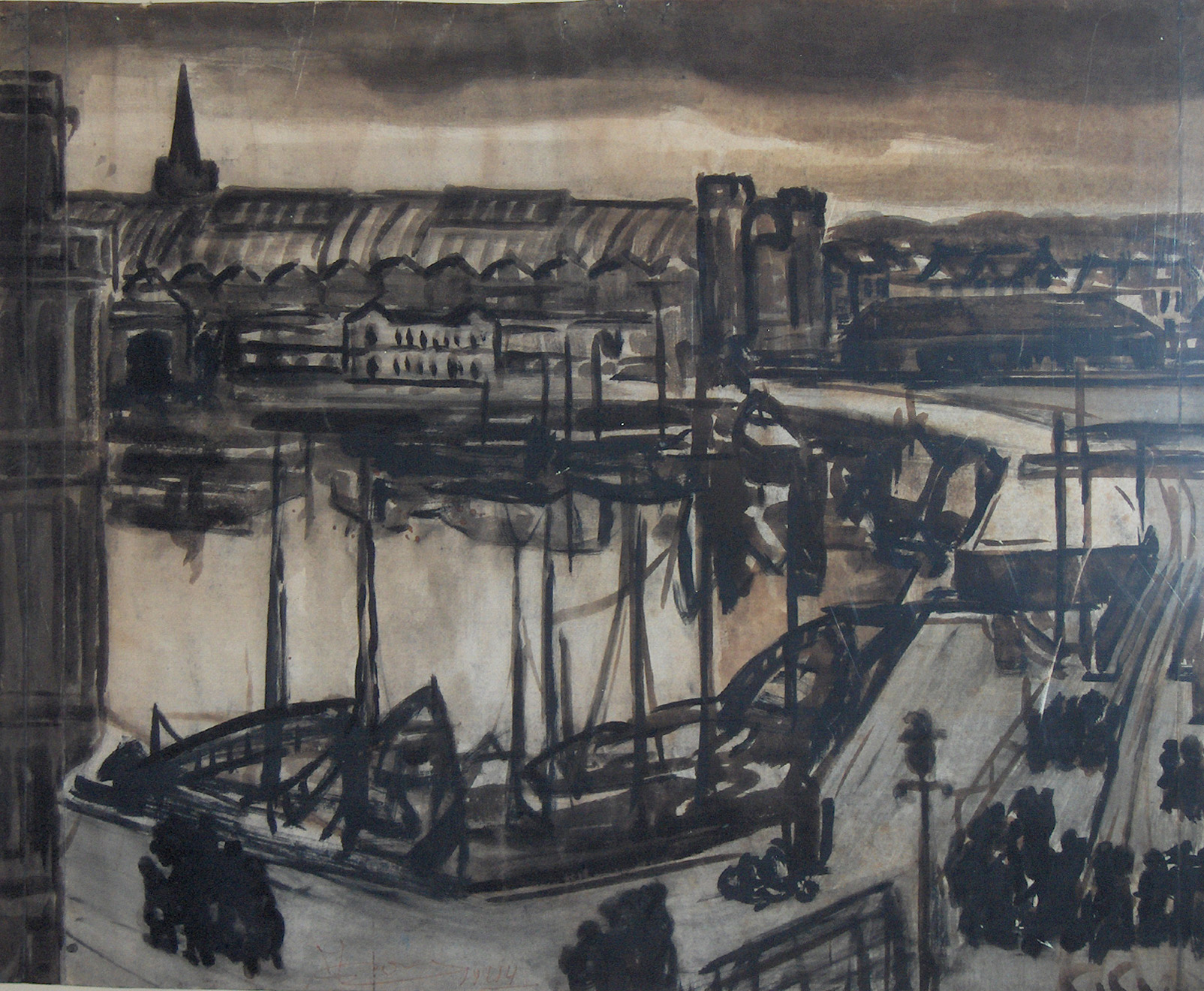
De handelsdokken te Oostende (zonder datum)
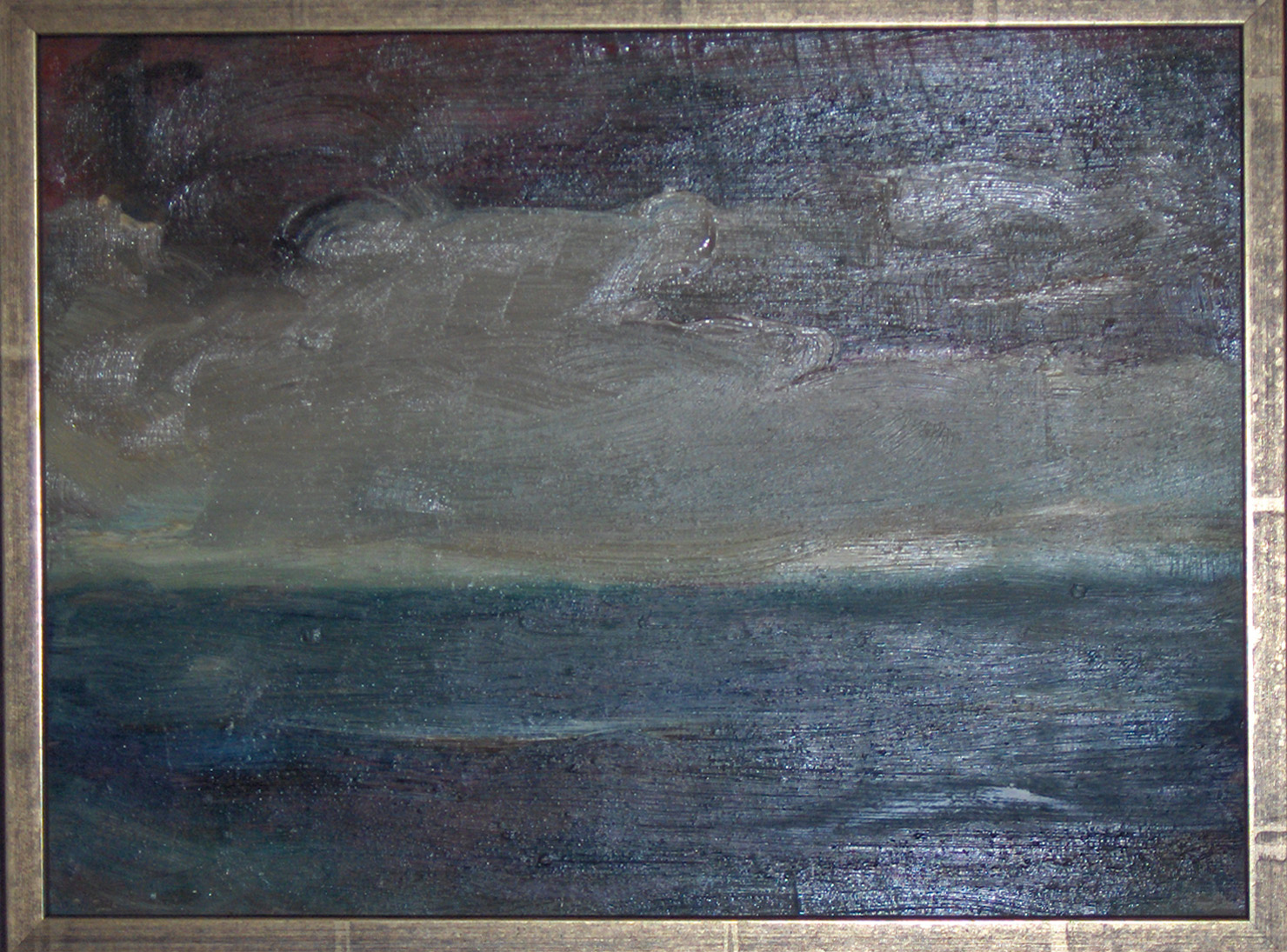
Marine (zonder datum)
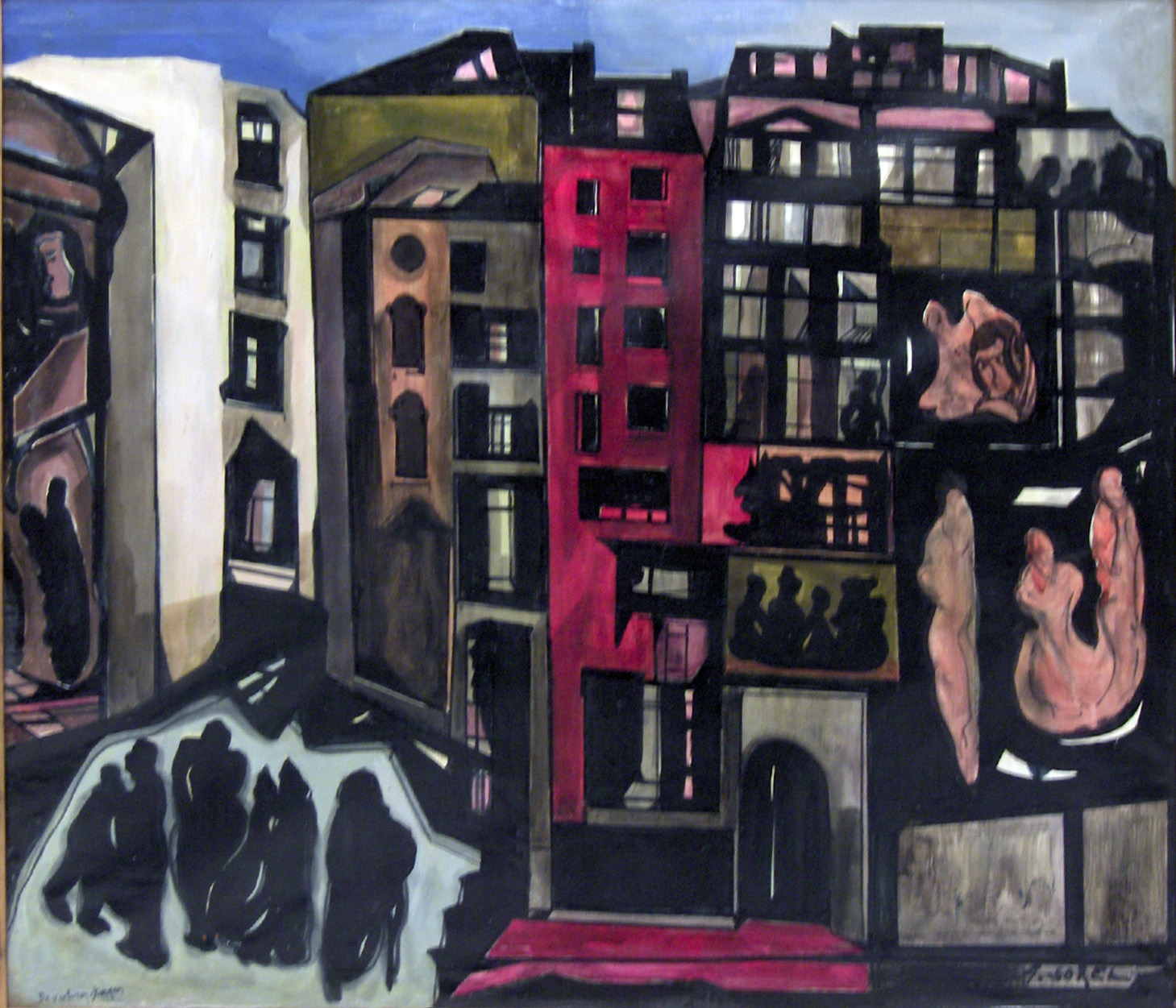
De Verloren Stappen (zonder datum)
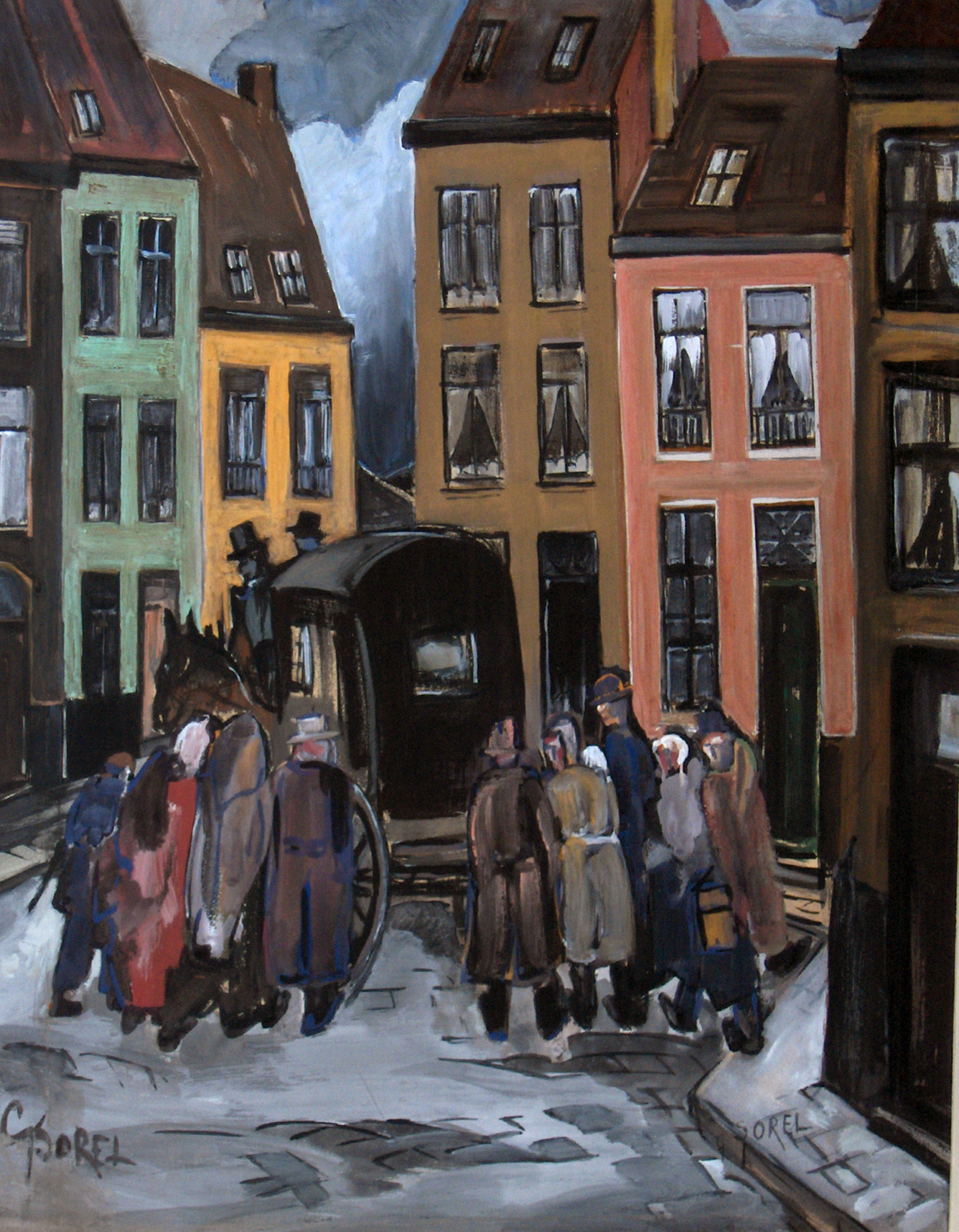
Het Armenkarretje (zonder datum)
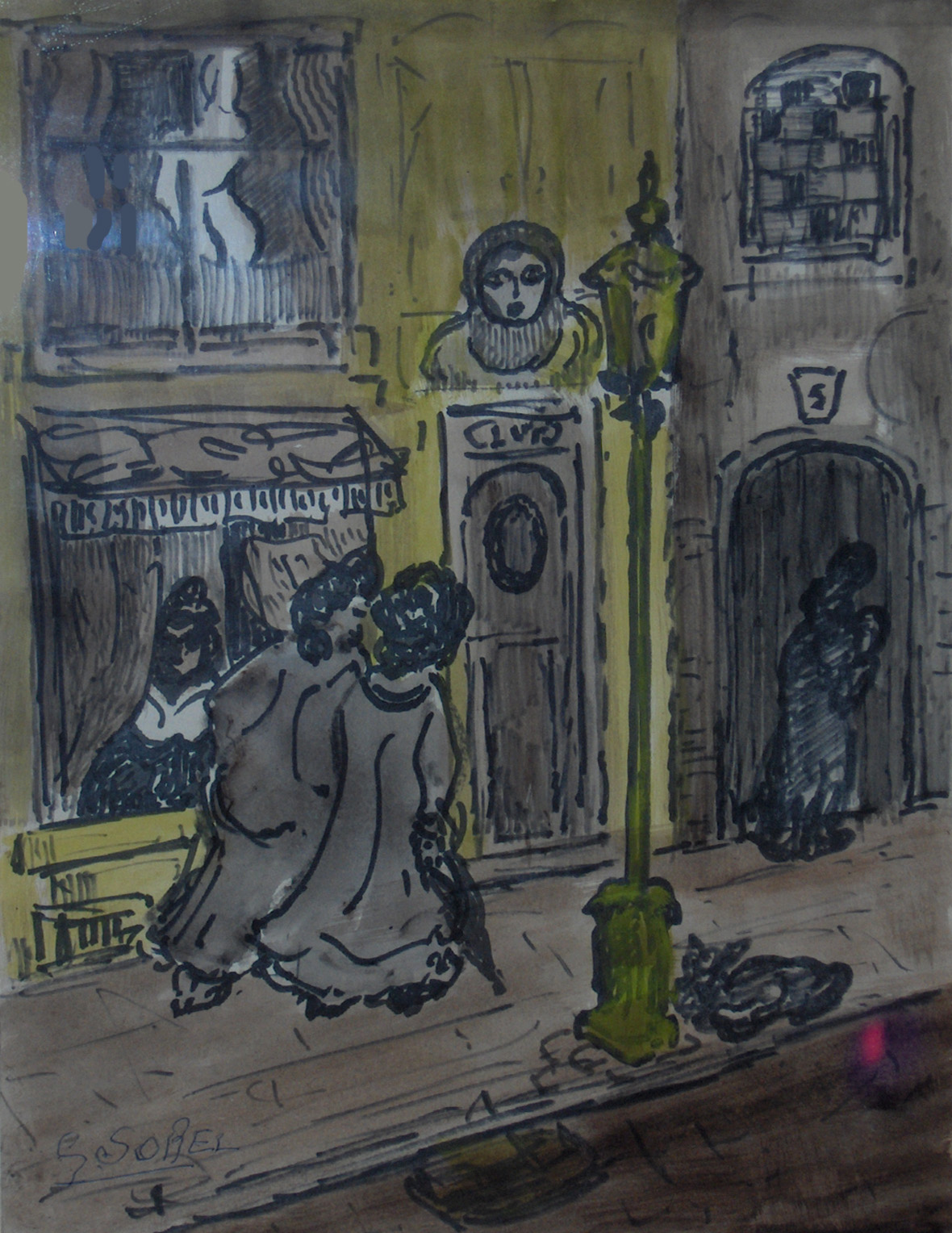
Straat met lantaarnpaal en voorbijgangers (zonder datum)
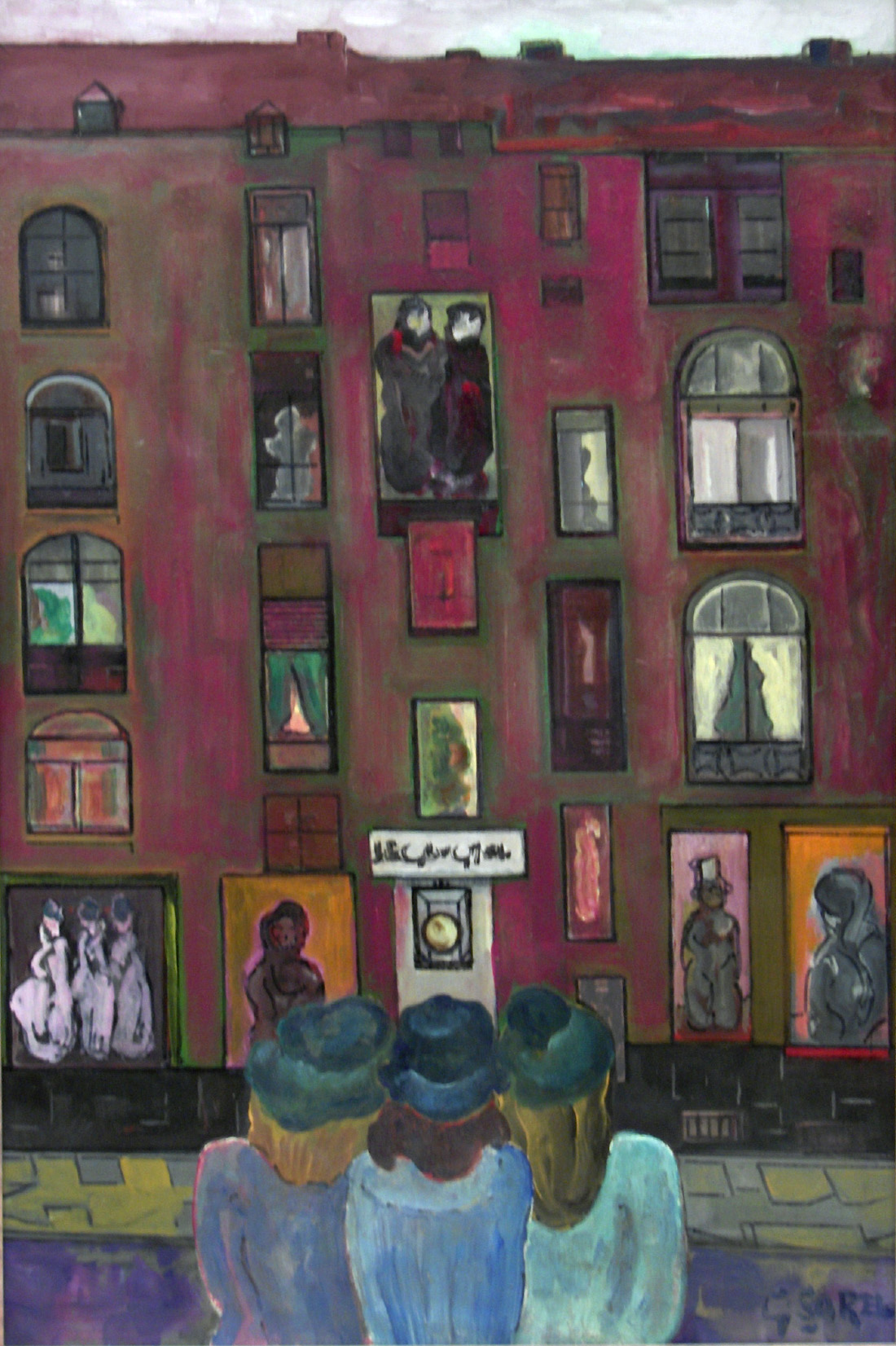
Drie vrouwen kijkend naar huizen (zonder datum)